# 雅可比多项式
在数学中，雅可比多项式 （英語：Jacobi polynomials，有时也被称为超几何多项式）是一类正交多项式。它的名称来自十九世纪普魯士数学家卡爾·雅可比。

## 定义
雅可比多项式是从超几何函数中获得的，这个多项式列实际上是有限的：
{\displaystyle P_{n}^{(\alpha ,\beta )}(z)={\frac {(\alpha +1)_{n}}{n!}}\,_{2}F_{1}\left(-n,1+\alpha +\beta +n;\alpha +1;{\frac {1-z}{2}}\right),}
其中的{\displaystyle (\alpha +1)_{n}}是阶乘幂符号（这里是指上升阶乘幂），（Abramowitz & Stegun p561 （页面存档备份，存于））因此实际上的表达式是：
{\displaystyle P_{n}^{(\alpha ,\beta )}(z)={\frac {\Gamma (\alpha +n+1)}{n!\,\Gamma (\alpha +\beta +n+1)}}\sum _{m=0}^{n}{n \choose m}{\frac {\Gamma (\alpha +\beta +n+m+1)}{\Gamma (\alpha +m+1)}}\left({\frac {z-1}{2}}\right)^{m},}
当z等于1的时候，上式中的无穷级数只有第一项非零，这时得到：
{\displaystyle P_{n}^{(\alpha ,\beta )}(1)={n+\alpha  \choose n}.}
这里对于每一个整数{\displaystyle n\,}
{\displaystyle {z \choose n}={\frac {\Gamma (z+1)}{\Gamma (n+1)\Gamma (z-n+1)}},}
而 {\displaystyle \Gamma (z)\,}是通常定义的伽马函数，其中约定，当整数n为小于零的时候：
{\displaystyle {z \choose n}=0}
这个多项式列满足正交性条件：
{\displaystyle \int _{-1}^{1}(1-x)^{\alpha }(1+x)^{\beta }P_{m}^{(\alpha ,\beta )}(x)P_{n}^{(\alpha ,\beta )}(x)\;dx={\frac {2^{\alpha +\beta +1}}{2n+\alpha +\beta +1}}{\frac {\Gamma (n+\alpha +1)\Gamma (n+\beta +1)}{\Gamma (n+\alpha +\beta +1)n!}}\delta _{nm}}
其中{\displaystyle \alpha >-1}而且{\displaystyle \beta >-1}。
这个多项式列还满足对称性的关系：
{\displaystyle P_{n}^{(\alpha ,\beta )}(-z)=(-1)^{n}P_{n}^{(\beta ,\alpha )}(z);}
因此在z等于-1的时候也可以直接算出多项式值：
{\displaystyle P_{n}^{(\alpha ,\beta )}(-1)=(-1)^{n}{n+\beta  \choose n}.}
对于实数 {\displaystyle x}，雅可比多项式也可以写成另一种形式：
{\displaystyle P_{n}^{(\alpha ,\beta )}(x)=\sum _{s}{n+\alpha  \choose s}{n+\beta  \choose n-s}\left({\frac {x-1}{2}}\right)^{n-s}\left({\frac {x+1}{2}}\right)^{s}}
其中 {\displaystyle s\geq 0\,} 并且 {\displaystyle n-s\geq 0\,}。
有一个特殊的情形，是当以下四个量：
{\displaystyle n}、{\displaystyle n+\alpha }、{\displaystyle n+\beta } 以及
{\displaystyle n+\alpha +\beta } 都是非负的实数的时候，雅可比多项式可以写成如下形式：
{\displaystyle P_{n}^{(\alpha ,\beta )}(x)=(n+\alpha )!(n+\beta )!\sum _{s}\left[s!(n+\alpha -s)!(\beta +s)!(n-s)!\right]^{-1}\left({\frac {x-1}{2}}\right)^{n-s}\left({\frac {x+1}{2}}\right)^{s}.}
其中{\displaystyle s\,}的求和是对所有使得求和项为非负实数的整数{\displaystyle s\,}求和。
在这种情形下，以上表达式使得维纳d-矩阵{\displaystyle d_{m'm}^{j}(\phi )\;}（{\displaystyle 0\leq \phi \leq 4\pi }）可以写成用雅可比多项式表达的形式：
{\displaystyle d_{m'm}^{j}(\phi )=\left[{\frac {(j+m)!(j-m)!}{(j+m')!(j-m')!}}\right]^{1/2}\left(\sin {\frac {\phi }{2}}\right)^{m-m'}\left(\cos {\frac {\phi }{2}}\right)^{m+m'}P_{j-m}^{(m-m',m+m')}(\cos \phi ).}

## 导数
身为多项式的一种，雅可比多项式也是无限连续可微（可导）的函数。雅可比多项式的第k次导函数为：
{\displaystyle {\frac {\mathrm {d} ^{k}}{\mathrm {d} z^{k}}}P_{n}^{(\alpha ,\beta )}(z)={\frac {\Gamma (\alpha +\beta +n+1+k)}{2^{k}\Gamma (\alpha +\beta +n+1)}}P_{n-k}^{(\alpha +k,\beta +k)}(z).}

## 微分方程
雅可比多项式{\displaystyle P_{n}^{(\alpha ,\beta )}}是以下的二阶齐次线性常微分方程的解：
{\displaystyle (1-x^{2})y''+(\beta -\alpha -(\alpha +\beta +2)x)y'+n(n+\alpha +\beta +1)y=0.\,}